# Celina González Garaño
Celina Gonzalez Garaño (Buenos Aires, 25 de marzo de 1884 – ib. 15 de mayo de 1963) fue una coleccionista de arte colonial y virreinal argentino y llegó a juntar a lo largo de toda su vida más de ochocientas piezas. Celina donó a su muerte sus colecciones a diversos museos argentinos, entre ellos el Museo de Arte Hispanoamericano Isaac Fernández Blanco y al Museo Histórico Cornelio de Saavedra, ambos de la Ciudad de Buenos Aires.

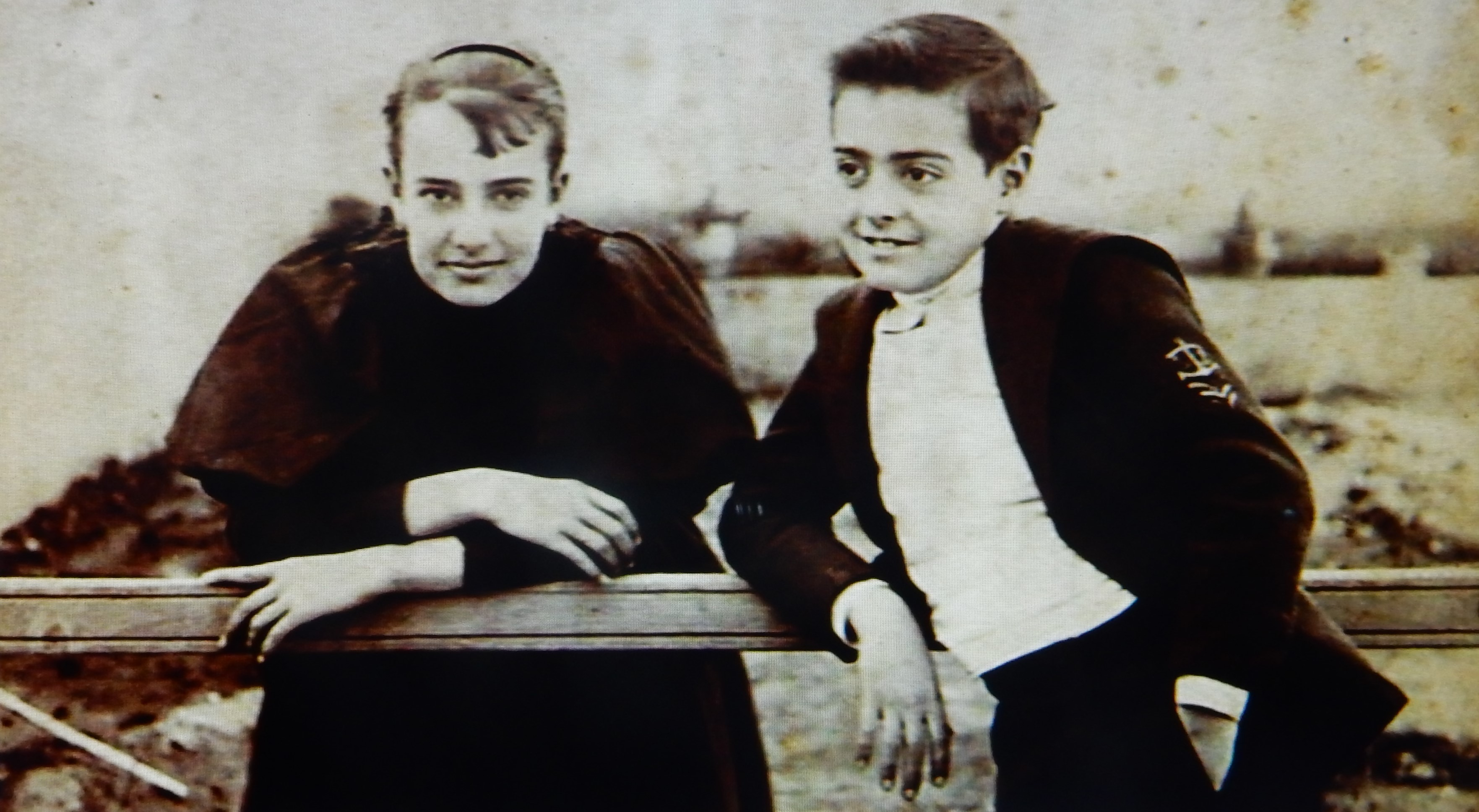
Celina González Garaño y su hermano Alfredo, coleccionista de arte y donante de los más importantes museos argentinos. Foto tomada circa 1895 en el tercer patio de la casa de la calle Corrientes 746.

## Biografía
Su padre, Alejo Buenaventura González Garaño e Iturriaga, fue miembro de la primera Suprema Corte de Justicia de la Provincia de Buenos Aires.
Celina nació en Corrientes 746, entre Maipú y Esmeralda, en la casa que desde 1811 perteneciera a sus ancestros Castro Ramos Mejía y Peña y que fue bien descripta por Leopoldo Marechal, en su Historia de la Calle Corrientes, con su patio de flores y su huerta de frutales. Sus hermanos Alejo y Alfredo fueron a su vez coleccionistas. Seguramente esto obedeció a la influencia de su tío, Enrique Peña (1848-1924), quien junto con Bartolomé Mitre y otros fundó la Junta de Historia y Numismática (luego Academia Nacional de la Historia) el 4 de junio de 1893, y quien había formado la biblioteca Colonial más importante que hubo en el país. Celina, coleccionista especialista fue, de los 3 hermanos González Garaño, la que se concentró en arte colonial y virreinal.
Sus colecciones fueron reunidas con el fin de conservar la memoria de una clase, el gusto y las costumbres de una época y para lograr su persistencia en el tiempo, independientemente de sus hacedores.
La donación de Celina González Garaño al Museo Fernández Blanco, inaugurada en 1963, de 750 piezas, se destacó particularmente por la variedad y calidad en los conjuntos de mobiliario civil y religioso, grabados, imaginería y pintura andina y argentina del siglo XIX. Pero su aporte más relevante fue el enriquecimiento de la colección de platería con exquisitos ejemplares de carácter doméstico.
Su colección de peinetones y de platería sudamericana fue la más importante del país, con decenas de piezas de varios artesanos coloniales, principalmente del famoso artífice Manuel Mateo Masculino.

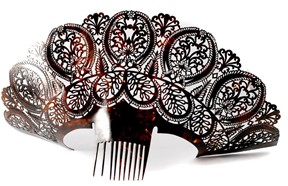
Peinetón de carey circa 1832-1836 de la colección Celina González Garaño exhibida en el Museo Hispanoamericano de Arte Isaac Fernández Blanco

El Museo de Arte Hispanoamericano Isaac Fernández Blanco inauguró en 2013 una nueva sala en la que se hace foco sobre uno de los muchos tesoros que conformaron tan valioso legado: la colección de peinetones del siglo XIX, que reflejan las costumbres de la sociedad porteña de la época, acompañada por acuarelas de Pellegrini y grabados de Bacle y Vidal, procedentes de la misma donación.
Derivado de la peineta española y tallado en carey o en asta, el peinetón fue entre 1832 y 1836 el último grito de la moda entre las porteñas. La mayor parte de la colección González Garaño de arte colonial hispanoamericano y argentino del siglo XIX se halla integrada a la exhibición permanente del Museo y se despliega en las diferentes salas, destacándose por la singularidad, el refinamiento y la alta calidad estética de cada uno de sus ejemplares. 

## Platería
La donación de platería colonial abarcaba piezas del norte del país, del Alto Perú y de Buenos Aires, tanto cinceladas como repujadas, de los siglos XVIII y XIX, y orfebrería religiosa y civil, desde el barroco al neoclásico. Tenía cálices, vinajeras, hostiarios, estandartes, cruces, sahumadores, mates y bombillas, candelabros, fuentes y marcos. En el mobiliario sobresalían sillas, canapés, camas, sillones, etc., además de muebles porteños fechados alrededor de 1770.
Su colección de mates con ejemplares de todo el país, además de Chile, Bolivia y Perú, fue la más amplia jamás reunida.

## Pintura colonial
En el terreno de la pintura colonial tuvo ejemplos de las escuelas cuzqueña y del Alto Perú de los siglos XVII y XVIII, la mayoría con sus marcos originales de madera tallada y dorada. Dentro de su colección de pinturas del arte religioso, se encontraban algunas de las telas más valiosas de la escuela de Potosí y de Cuzco y el Alto Perú, como Nuestra Señora de la Merced, Nuestra Señora del Carmen, Nuestra Señora de Surumi, con el niño alcalde, Santa Catalina, tres imágenes de la Virgen y el Niño, la Santísima Trinidad y la Virgen Aureolada de Rosas.  Entre las pinturas legadas por Celina al Museo, se encuentra la Virgen de Copacabana de Múltiples Advocaciones, modelo iconográfico creado en Potosí, único en el mundo. Celina aportó uno de los casos de mayor interés y calidad de lo que se ha llamado “Virgen de iconografías múltiples”, tipología peculiar potosina
La Virgen de las Múltiples Advocaciones, obra de Gaspar Miguel de Barrio o de su círculo, es una devoción de Potosí de fines del siglo XVIII y es un claro ejemplo de la creatividad americana. Su rostro, el niño, la candela y la canasta con palomas corresponden a María de Copacabana. Pero el artista le dio forma de monte, como la Virgen del Cerro; el escapulario blanco de la Merced y el marrón de la del Carmen; le clavó el puñal de la Dolorosa y la adornó con flores de la Rosa de Indias. Todas estas características hacen que esta imagen englobe en sí las siguientes seis advocaciones: Copacabana, Virgen del Rosario, Virgen de la Merced, Virgen del Carmen, Dolorosa y Virgen-Cerro.